# London Borough of Redbridge

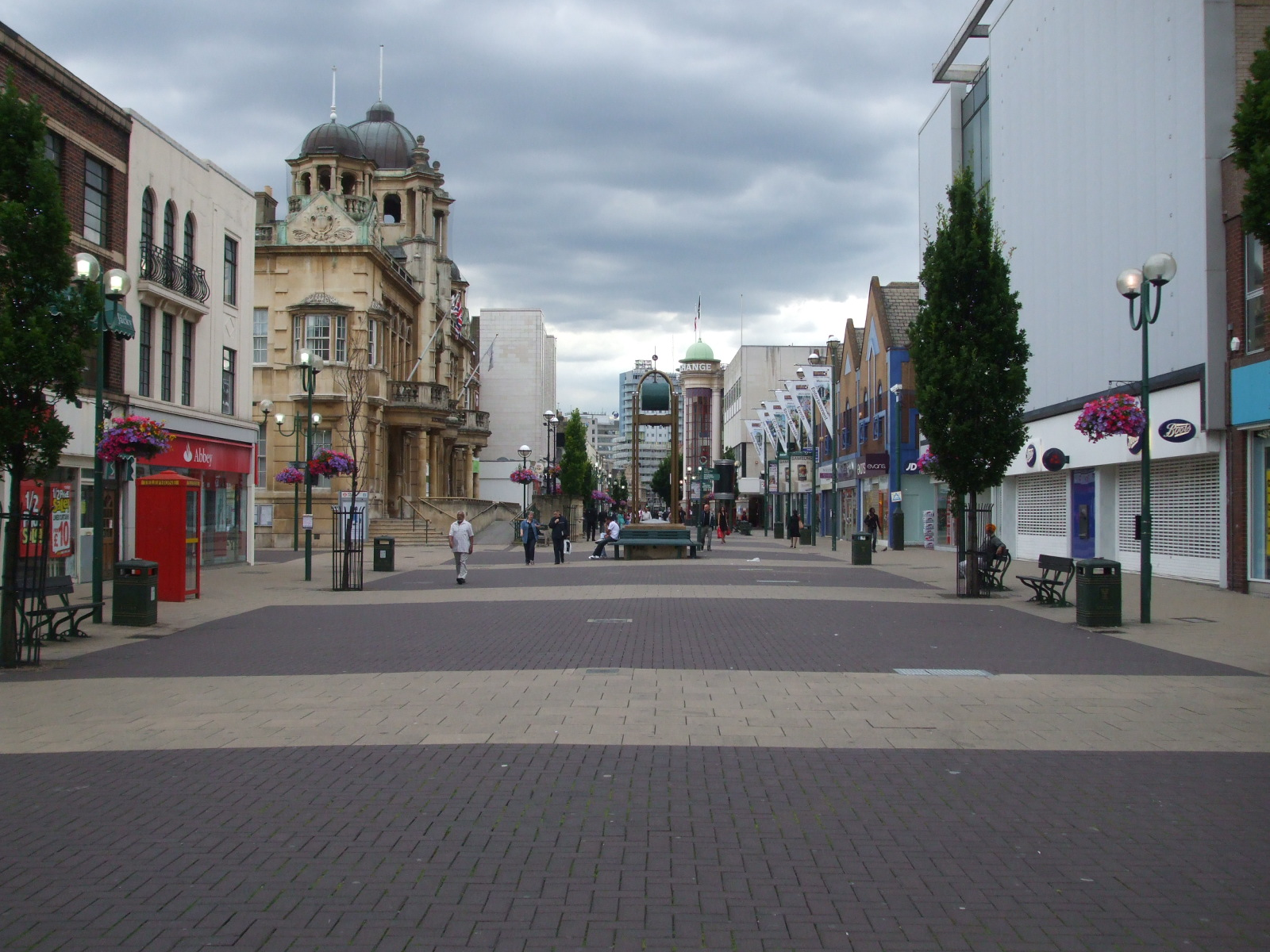
Ilford High Road

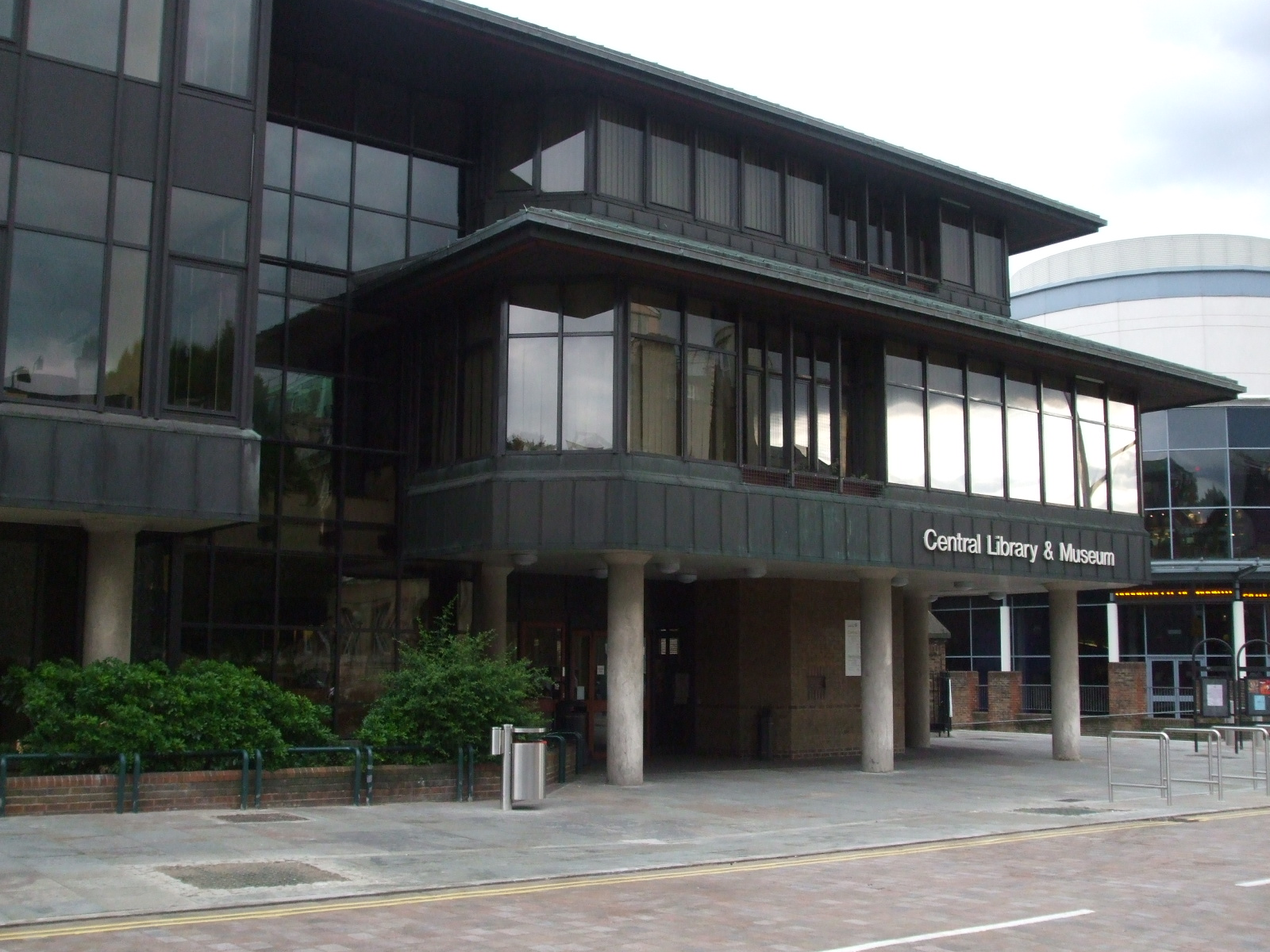
Ilford Central Library/Redbridge Museum

London Borough of Redbridge – jedna z 32 gmin Wielkiego Londynu położona w jego północno-wschodniej części. Wraz z 19 innymi gminami wchodzi w skład tzw. Londynu Zewnętrznego. Władzę stanowi Rada Gminy Redbridge (ang. Redbridge Council).

## Historia
Gminę utworzono w 1965 roku na podstawie ustawy London Government Act 1963 z obszarów Ilford (ang. Municipal Borough of Ilford) utworzonego w 1926 roku, Wanstead and Woodford (ang. Municipal Borough of Wanstead and Woodford) utworzonego w 1937 roku i północnej części Dagenham (ang. Municipal Borough of Dagenham) utworzonego w 1938 oraz południowej części Chigwell (ang. Chigwell Urban District) utworzonego w 1933 roku, które należały do hrabstwa Essex. Nazwa Redbridge pochodzi od mostu przez rzekę Roding, zbudowanego z czerwonej cegły (został rozebrany w 1921 roku).

## Geografia
Gmina Redbridge  ma powierzchnię 56,41 km², graniczy od wschodu z Havering,  od zachodu z Waltham Forest, od południa z Barking and Dagenham i Newham, zaś od północy z dystryktem Epping Forest w hrabstwie Essex. Redbridge jest określana jako gmina podmiejska, dobra do zamieszkania, z przewagą zieleni. W obrębie gminy znajduje się 13 obszarów chronionych, około 500 hektarów lasu oraz około 250 hektarów parków i terenów zielonych. 
W skład gminy Redbridge wchodzą następujące obszary:
| - Aldborough Hatch - Aldersbrook - Barkingside - Chadwell Heath (na granicy z Barking and Dagenham) - Clayhall - Cranbrook - Fairlop - Fullwell Cross - Gants Hill - Goodmayes - Hainault - Ilford | - Loxford - Newbury Park - Redbridge - Seven Kings - Snaresbrook - South Woodford - Wanstead - Woodford - Woodford Bridge - Woodford Green - Woodford Wells |

Gmina dzieli się na 21 okręgów wyborczych które nie pokrywają się dokładnie z podziałem na obszary, zaś mieszczą się w czterech rejonach tzw. borough constituencies – Chingford and Woodford Green, Leyton and Wanstead, Ilford North i Ilford South.
| - Aldborough (Ilford North) - Barkingside (Ilford North) - Bridge (Ilford North) - Chadwell (Ilford South) - Church End (Chingford and Woodford Green) - Clayhall (Ilford North) - Clementswood (Ilford South) - Cranbrook (Ilford South) - Fairlop (Ilford North) - Fullwell (Ilford North) - Goodmayes (Ilford South) | - Hainault (Ilford North) - Loxford (Ilford South) - Mayfield (Ilford South) - Monkhams (Chingford and Woodford Green) - Newbury (Ilford South) - Roding (Ilford North) - Seven Kings (Ilford South) - Snaresbrook (Leyton and Wanstead) - Valentines (Ilford South) - Wanstead (Leyton and Wanstead) |

## Demografia
W 2011 roku gmina Redbridge miała 278 970 mieszkańców.
Podział mieszkańców według grup etnicznych na podstawie spisu powszechnego z 2011 roku:
| - Biali Brytyjczycy: 96 253 (34,5%) - Biali Irlandczycy: 3 900 (1,4%) - Irish Travellers: 140 (0,1%) - Pozostali biali: 18 353 (6,6%) - Mieszani Karaibowie: 3 204 (1,1%) - Mieszani Afrykanie: 1 692 (0,6%) - Mieszani Azjaci: 3 251 (1,2%) - Pozostali mieszani: 3 309 (1,2%) - Hindusi: 45 660 (16,4%) | - Pakistańczycy: 31 051 (11,1%) - Banglijczycy: 16 011 (5,7%) - Chińczycy: 3 000 (1,1%) - Pozostali Azjaci: 20 781 (7,4%) - Czarni Afrykanie: 12 357 (4,4%) - Czarni Karaibowie: 9 064 (3,2%) - Pozostali czarni: 3 424 (1,2%) - Arabowie: 1 551 (0,6%) - Pozostałe grupy etniczne: 5 969 (2,1%) |

Podział mieszkańców według wyznania na podstawie spisu powszechnego z 2011 roku:
- Chrześcijaństwo -  36,8%
- Islam – 23,3%
- Hinduizm – 11,4%
- Judaizm – 3,7%
- Buddyzm – 0,7%
- Sikhizm – 6,2%
- Pozostałe religie – 0,5%
- Bez religii – 11,0%
- Nie podana religia – 6,5%

Podział mieszkańców według miejsca urodzenia na podstawie spisu powszechnego z 2011 roku:
| - Wielka Brytania (175 897 – 63,05%) - Indie (21 082 – 7,56%) - Pakistan (14 906 – 5,34%) - Sri Lanka (7 248 – 2,60%) - Bangladesz (7 225 – 2,59%) - Kenia (3 800 – 1,36%) - Irlandia (3 040 – 1,09%) - Litwa (2 827 – 1,01%) - Polska (2 506 – 0,90%) - Nigeria (2 049 – 0,73%) - Rumunia (1 825 – 0,65%) - Somalia (1 724 – 0,62%) - Jamajka (1 526 – 0,55%) - Ghana (1 152 – 0,41%) | - Niemcy (1 142 – 0,41%) - Południowa Afryka (1 141 – 0,41%) - Francja (1 030 – 0,37%) - Turcja (889 – 0,32%) - Włochy (733 – 0,26%) - Filipiny (660 – 0,24%) - Stany Zjednoczone (653 – 0,23%) - Portugalia (584 – 0,21%) - Zimbabwe (597 – 0,21%) - Chiny (556 – 0,20%) - Iran (427 – 0,15%) - Australia (400 – 0,14%) - Hiszpania (361 – 0,13%) - pozostali (22 990 – 8,24%) |

## Transport

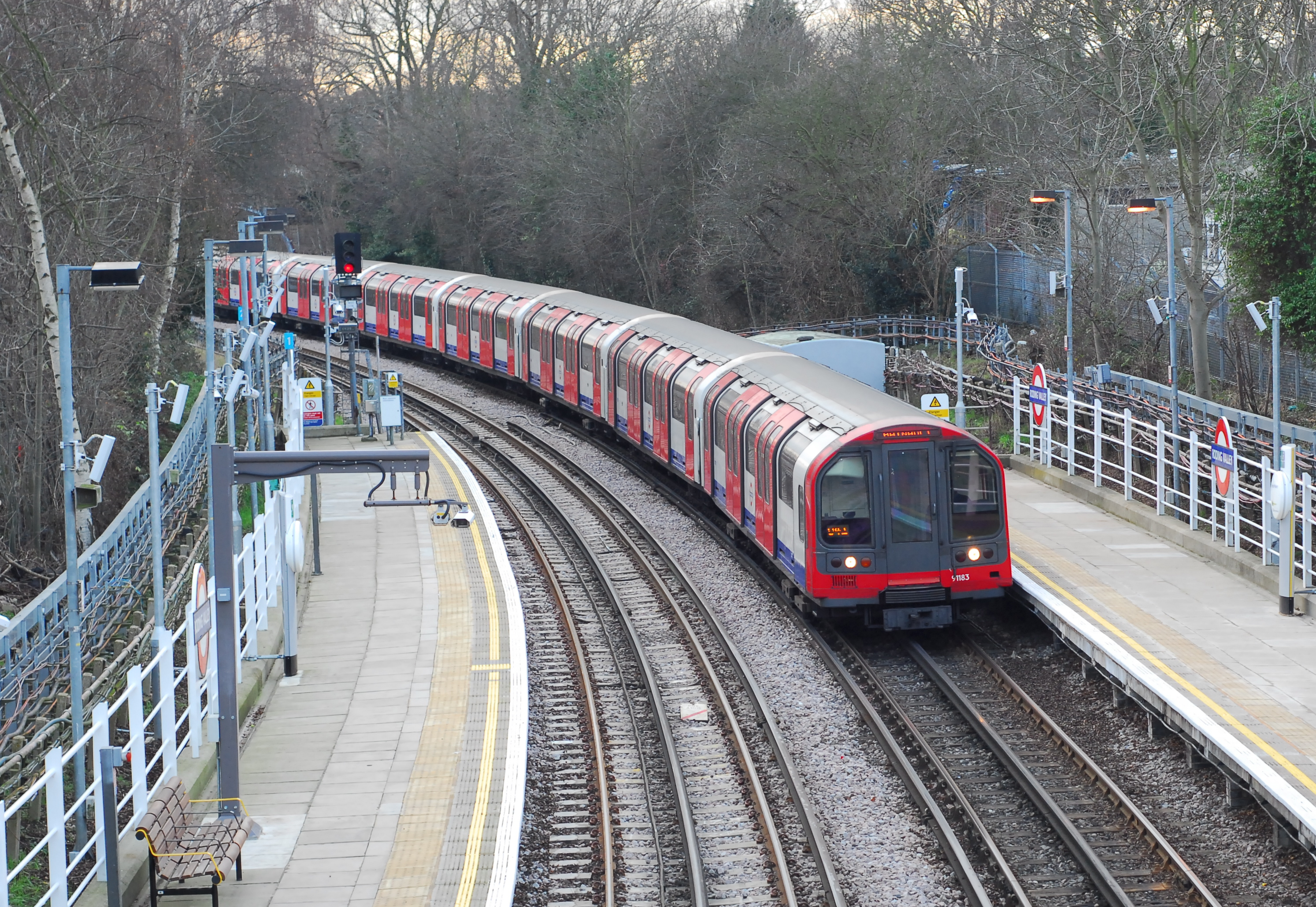
stacja Roding Valley

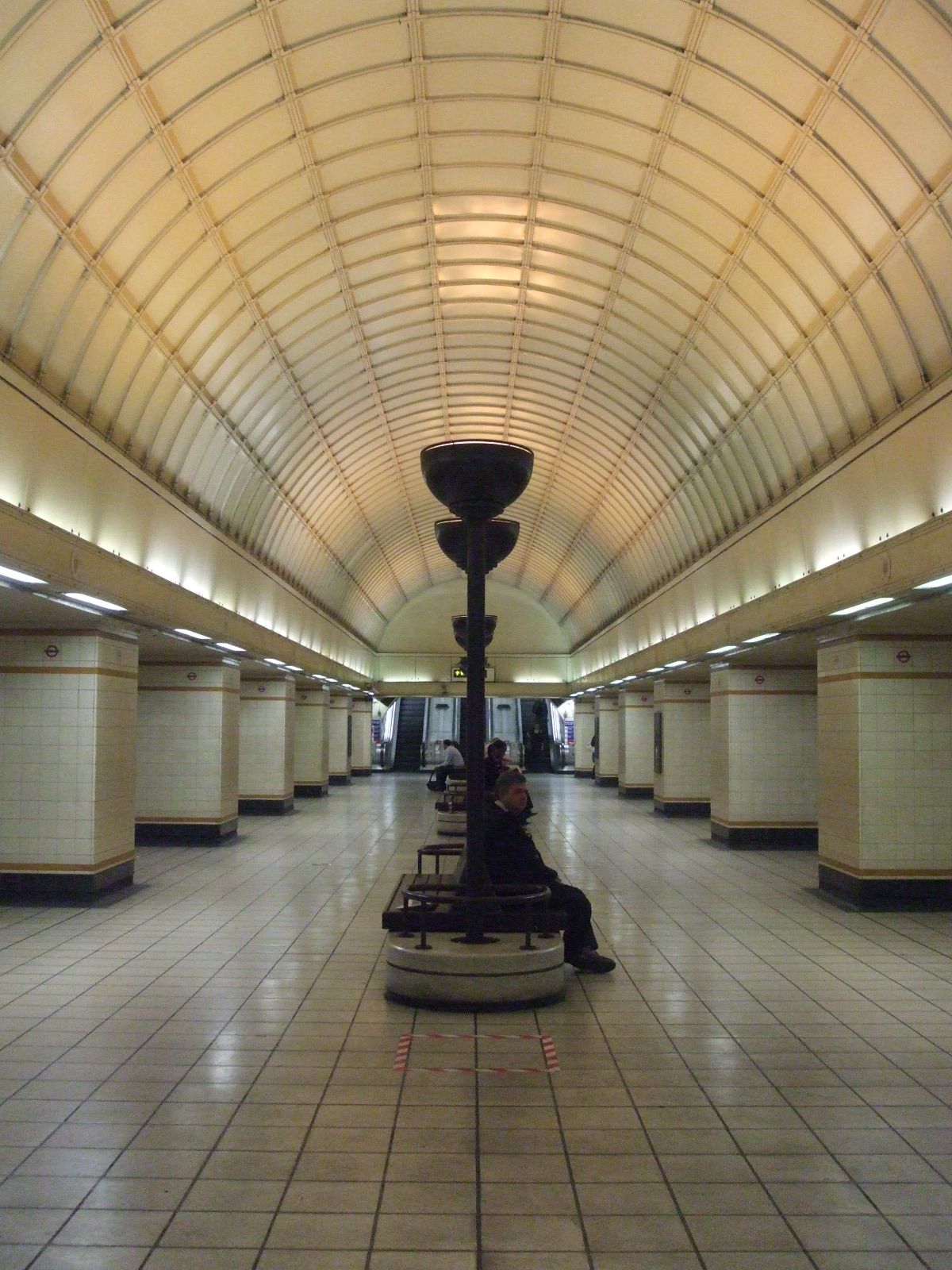
stacja Gants Hill

Przez Redbridge przebiega jedna linia metra: Central Line.
Stacje metra:
- Barkingside – Central Line
- Fairlop – Central Line
- Gants Hill – Central Line
- Grange Hill (na granicy z Epping Forest w hrabstwie Essex) - Central Line
- Hainault – Central Line
- Newbury Park – Central Line
- Redbridge – Central Line
- Roding Valley (na granicy z Epping Forest w hrabstwie Essex) - Central Line
- Snaresbrook – Central Line
- South Woodford – Central Line
- Wanstead – Central Line
- Woodford – Central Line

Pasażerskie połączenia kolejowe na terenie Redbridge obsługuje przewoźnik National Express East Anglia.  
Stacje kolejowe:
- Chadwell Heath (na granicy z Barking and Dagenham)
- Goodmayes
- Ilford
- Seven Kings

## Miejsca i muzea

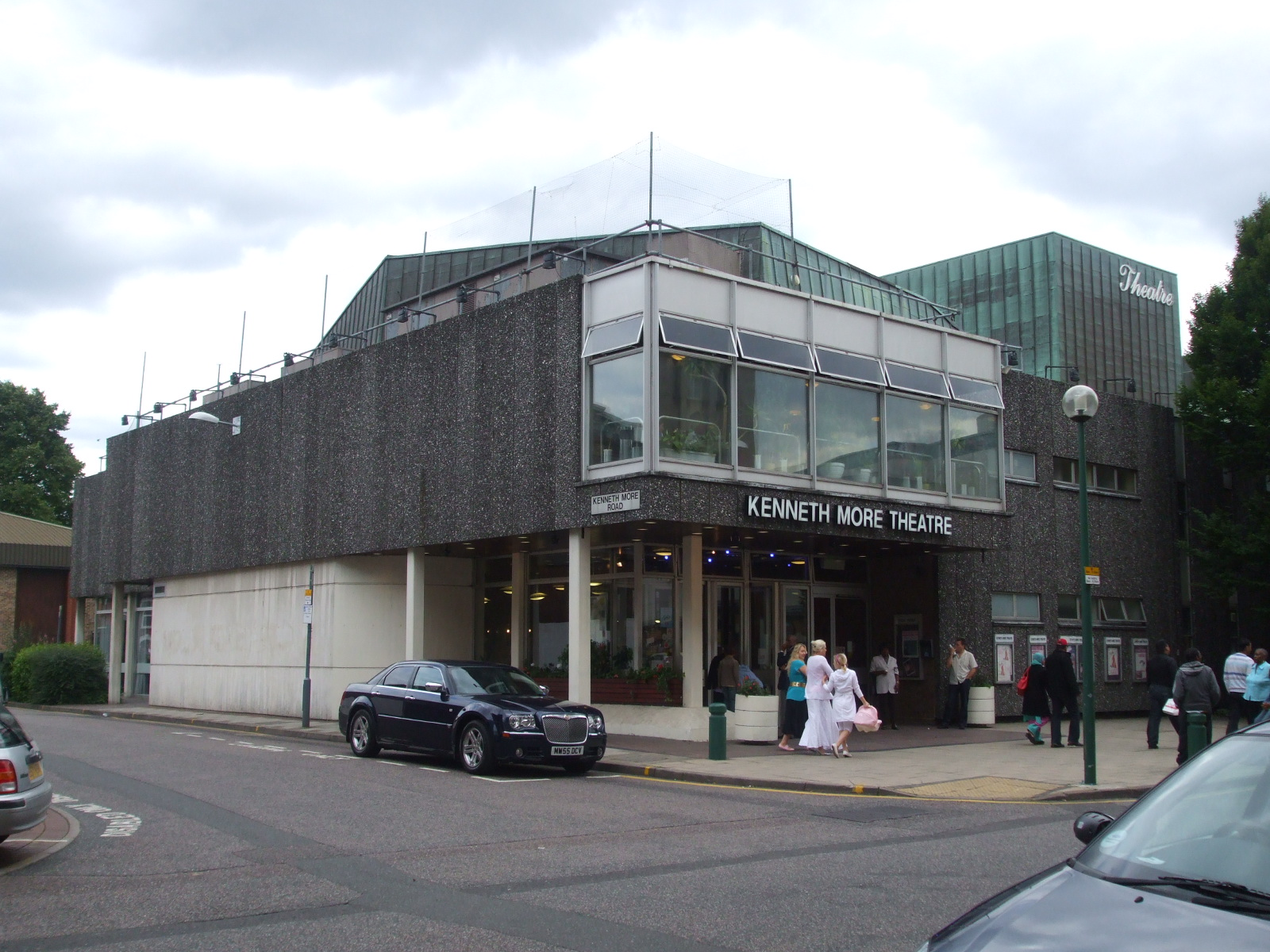
Kenneth More Theatre

- Redbridge Museum[14]
- Kenneth More Theatre[15]
- Cricklefields Athletic Ground[16]
- Woodford Wells Club[17]
- Redbridge Sports Centre[18]
- Fairlop Outdoor Activity Centre[19]
- Fairlop Waters Country Club[20]
- Hainault Golf Club[21]
- Wanstead Golf Club[22]
- Ilford Golf Club[23]

## Edukacja
- Redbridge College[24]
- Redbridge Institute of Adult Education[25]
- Empire College London[26]
- Bliss College[27]
- London Essex College[28]
- UK College of Business and Computing[29]
- St. Agnes College[30]

## Znane osoby
Sir Winston Churchill - premier Wielkiej Brytanii z czasów II wojny światowej, przez 40 lat był deputowanym do Izby Gmin z terenu Wanstead and Woodford.
W Redbridge urodzili się m.in. 
- Ian Holm - aktor
- Paul Ince – piłkarz i trener
- Maggie Smith – aktorka
- Vince Clarke - muzyk
- Kenny Ball – trębacz i kierownik zespołu jazzowego
- Ruth Rendell – powieściopisarka
- Sean Maguire – aktor i piosenkarz
- Jet Black – muzyk
- Peter Arundell – kierowca wyścigowy
- John Heenan – kardynał
- Jessie J - piosenkarka
- Ruth Pitter – poetka
- John Boardman – archeolog i historyk sztutki
- Stuart Conquest – szachista
- Denise Levertov – poetka i pisarka
- Lynn Fontanne - aktorka
- Eva Hart - jedna z najdłużej żyjących pasażerek Titanica
- Jane Leeves - aktorka